# فلوریسوالدو
فلوریسوالدو مونیس بارتو (پرتغالی: Florisvaldo؛ زادهٔ ۹ مهٔ ۱۹۴۳) بازیکن فوتبال اهل برزیل بود.
از باشگاه‌هایی که در آن بازی کرده‌است می‌توان به باشگاه فوتبال بوتافوگو اشاره کرد.